# Quý tôn Tư
Quý tôn Tư (chữ Hán: 季孫斯, ?-492 TCN), tức Quý Hoàn tử (季桓子), là vị tông chủ thứ sáu của Quý tôn thị, một trong Tam Hoàn của nước Lỗ dưới thời Xuân Thu trong lịch sử Trung Quốc.
Ông là con Quý tôn Ý Như, thủ lĩnh thứ năm của họ Quý.

## Sự nghiệp
Năm 505 TCN, Quý Tôn Ý Như chết. Gia thần Dương Hổ (陽虎) khống chế Quý tôn Tư, nắm hết quyền chính (kể cả tham gia chính sự nước Lỗ). Dương Hổ muốn diệt trừ Tam Hoàn, hợp mưu với gia thần họ Thúc là Công Sơn Bất Nhữu cùng nhau giết ba đại phu Tam Hoàn, định sẽ lập Thúc tôn Triếp lên thay họ Thúc, Quý Ngụ thay họ Quý còn mình thì thay họ Mạnh.
Gia thần họ Mạnh là Công Liễm Xử Phụ biết mưu của Dương Hổ, nói với Mạnh tôn Vô Kị (Mạnh Ý tử) nên phòng bị. Mạnh tôn Vô Kị mộ ba trăm tráng sĩ, giả làm gia nô để đề phòng.
Dương Hổ đưa Quý tôn Tư lên xe đi tế và định giết chết. Quý tôn Tư nhờ người lái xe là Lâm Sở nên trốn thoát sang họ Mạnh. Mạnh tôn Vô Kị đã đề phòng, sai quân ra đánh giết Dương Việt. Dương Hổ trở về, bắt Lỗ Định công và Thúc tôn Vũ thúc sang đánh họ Mạnh. Công Liễm Xử Phụ đem quân từ đất Thành ra cứu họ Mạnh, Dương Hổ thất bại, trốn sang nước Tề rồi lại sang nước Tấn.
Sau Tề Cảnh công dùng nữ nhạc dâng cho Lỗ Định công và Quý tôn Tư, hai người từng đó bắt đầu sa đọa, Khổng Tử can gián không được nên bỏ đi nước khác.
Năm 492 TCN, Quý tôn Tư bệnh nặng, khi đó vợ đích của ông đang mang thai; ông mới dặn riêng gia thần là Chính Thường: nếu Phu nhân sinh con trai thì tâu với quốc quân cho được nối nghiệp, còn nếu sinh con gái thì lấy Quý tôn Phì thế tập. Sau khi ông mất, vì phu nhân chưa sinh nên Phì (tức Khang tử) tự lên giữ chức. Đến khi phu nhân sinh con trai, Chính Thường bèn bế tới chầu Lỗ Ai công và nhắc với vua tờ di chúc, rồi trốn sang Vệ quốc (sợ Phì trả thù). Không lâu sau đứa bé bị thích khách giết hại ngay lúc vua sai người tới thăm xét, kẻ sát nhân sau đó bị hành hình còn Chính Thường không chịu về nước nữa.